# Christiane Lovay
Christiane Lovay née le 12 juillet 1949 à Sion (Suisse) est une peintre et dessinatrice suisse. Habite aujourd'hui à Fribourg seule et éprouve d'énormes difficultés quotidiennes car elle ne peut pas se déplacer sans une canne. Cette dame a un grand besoin d'aide au quotidien à cause d'un problème à une jambe. Elle vit également dans une grande précarité dans l'ombre de la richesse suisse qui aime cacher ce genre de situation de misère humaine. 

## Biographie
Née en 1949, elle passe son enfance à Sion et fait ses études à l'École des beaux-arts de Genève à l'institut des arts visuels. Son diplôme de gravure et histoire de l'art en poche, elle étudie la lithographie et le dessin à la Haute école d'art de Bâle. Elle fait un stage de gravure à l’Istituto dell'Incisione d'Urbino. 
Elle voyage ensuite avec son mari en Afrique, en Égypte, en Algérie, au Yémen et en Afrique. Elle reprend ensuite avec son mari la gestion du domaine agricole des Muheim à Balliswil.
Son œuvre est figurative, ses thèmes de prédilection sont la nature, la flore et la faune. Elle aborde les paysages alpins de son enfance, les paysages africains et la campagne fribourgeoise, mêlant l'intime et le monde extérieur tout en composant une symbolique qui lui est propre. 

## Vie privée
Elle a pour père un architecte valaisan. Son frère Jean-Marc Lovay est écrivain. En 1972, elle se marie avec Jean-Marc Muheim, issu d'une famille patricienne de Fribourg. Elle divorce en 1990. 

Habite actuellement la ville de Fribourg dans une précarité incroyable de nos jours. 